# Eduardo Bennett
Eduardo Bennett (* 11. September 1968 in La Ceiba, Atlántida), auch bekannt unter dem Spitznamen Balín, ist ein ehemaliger honduranischer Fußballspieler auf der Position eines Stürmers.

## Laufbahn
Seinen ersten Profivertrag erhielt Bennett 1987 beim CD Curaçao. Dort gehörte er in den Spielzeiten 1988/89 und 1989/90 zum Kader der Mannschaft, die zum bisher einzigen Mal in der Vereinsgeschichte in der höchsten honduranischen Fußballliga vertreten war.
Nach dem Abstieg des CD Curaçao im Sommer 1990 wechselte Bennett zum Rekordmeister CD Olimpia und bereits ein Jahr später zu den Cobras Ciudad Juárez. Mit den Cobras erreichte er in der Saison 1991/92 das Finale um den mexikanischen Pokalwettbewerb. Zwar brachte Bennett seine Mannschaft bereits in der ersten Minute gegen den nordmexikanischen Rivalen CF Monterrey mit 1:0 in Führung, konnte die 2:4-Finalniederlage am Ende aber auch nicht verhindern. Schlimmer aber war für die Cobras der Verlauf der im Anschluss an das Pokalturnier ausgetragenen Punktspielrunde der Saison 1991/92. Diese wurde mit nur 20 Zählern (aus 38 Spielen) auf dem letzten Platz abgeschlossen, so dass die Mannschaft in die zweite Liga abstieg. Nachdem Bennett der Mannschaft in der Saison 1992/93 auch in der Segunda División die Treue gehalten hatte, wechselte er 1993 nach Argentinien. Dort spielte er zunächst zwei Jahre beim Club Atlético San Lorenzo de Almagro, mit dem er in der Clausura der Saison 1994/95 die argentinische Fußballmeisterschaft gewann. Nach diesem Erfolg wechselte er zu den Argentinos Juniors, bei denen Diego Armando Maradona seine Laufbahn in den 1970er Jahren begonnen hatte. Mittlerweile bereits um die Dreißig, musste Bennett erstmals während seiner sportlichen Laufbahn für eine längere Zeit verletzungsbedingt pausieren.
Anfang 2000 wechselte Bennett zum chilenischen Verein CD Cobreloa, kehrte aber bald nach Argentinien zurück, wo er jeweils kurzzeitige Stationen bei den Chacarita Juniors und beim Quilmes AC hatte. Seine großen Jahre waren aber mittlerweile vorbei und so ging er im Winter 2002/03 in seine Heimat zurück, wo er noch für diverse Vereine in der ersten und zweiten Liga spielte.
Als Nationalspieler erzielte Bennett für Honduras am 28. Juni 1991 beim 4:2-Sieg gegen Kanada das allererste Tor in der Geschichte des CONCACAF Gold Cup. Beim Premierenturnier gewann Honduras die Vorrundengruppe vor Mexiko und erreichte das Finale gegen den Gastgeber USA, dem man sich erst im Elfmeterschießen geschlagen geben musste.

## Erfolge
- Argentinischer Meister: Clausura 1995